# Gaston d'Andlau
Gaston d'Andlau (Nancy, 1º febbraio 1824 – Buenos Aires, gennaio 1892) è stato un militare e politico francese.

## Biografia

### La carriera militare
Joseph-Hardouin-Gustave era figlio del maresciallo napoleonico conte Armand-Gaston-Félix d'Andlau, che era stato anche politico come rappresentante del cantone di Liancourt al consiglio generale dell'Oise.
Dal 1842 al 1844 frequentò la scuola militare di Saint-Cyr, passando poi alla scuola dello stato maggiore. Promosso tenente nel 1847 e capitano nel 1850, divenne tenente colonnello nel 1864 e venne infine promosso al grado di colonnello nel 1869, prendendo parte in questi anni alla guerra di Crimea ed alla campagna militare italiana.
Fu ufficiale d'ordinanza di Napoleone III.
Fu anche diplomatico per la francia a Vienna e poi in Germania dopo lo scoppio della guerra franco-prussiana nel 1870. Richiamato in servizio attivo, venne posto a capo dello stato maggiore dell'armata del Reno e prese parte a diverse battaglie, ma in particolare si distinse all'Assedio di Metz. Presenziò il seguito alla capitolazione dei francesi ad opera del generale Bazaine, venendo condotto prigioniero in Germania ed internato ad Amburgo. Dopo il suo rilascio, pubblicò sotto falso nome l'opera Metz, campagnes et négociations (1871) che ottenne un certo successo. L'autore, malgrado il nome celato, venne ben presto riconosciuto e d'Andlau venne convocato a testimoniare nel processo istruito contro il generale Bazaine.

### Al senato della Terza Repubblica
Alle elezioni del senato francese del 30 gennaio 1876, venne eletto senatore per il dipartimento dell'Oise nel patito dei costituzionalisti, ponendosi nell'ala di centro-sinistra del governo, pronunciandosi a favore di riforme per rivedere la forma repubblicana dello stato, ma diverse volte preferì non uniformarsi alle decisioni della sua corrente partitica, votando in contrapposizione al resto del gruppo oppure astenendosi. Assistette alla crisi del 16 maggio 1877. Votò contro l'art. 7 continuando a destreggiarsi tra le posizioni della destra e della sinistra.
Il 14 gennaio 1879 venne promosso generale di brigata.

### Lo scandalo delle decorazioni e l'esilio
Nel 1887 il generale d'Andlau venne coinvolto nel cosiddetto scandalo della vendita delle decorazioni e nel mese di novembre venne processato e condannato infine a 5 anni di prigionia ed al pagamento dell'ammenda di 3000 franchi per aver promesso la concessione di onorificenze a diversi personaggi non necessariamente meritevoli dietro pagamento di una tangente in denaro.
Il 13 ottobre 1887 venne privato del suo seggio di senatore perché ritenuto indegno, e sospeso da tutti i suoi diritti come membro dell'Ordine della Legion d'onore con decreto del successivo 30 dicembre..
Dopo le dimissioni, Gaston d'Andlau decise di emigrare in America, morendo nel gennaio del 1892 a Buenos Aires, in Argentina, dove aveva preso residenza.

## Matrimonio e figli
Joseph Hardouin Gustave sposò il 28 febbraio 1860, Berthe Le Pelletier de Saint-Rémy (nata nel 1840). La coppia ebbe due figli:
- Marie Pauline Anne Mathilde (n. 9 maggio 1861) ;
- Blanche Marie Laurence (4 giugno 1865 - 31 gennaio 1953), sposò il 25 aprile 1893 René de Sercey (1855 - 1912), ministro plenipotenziario.

## Araldica
| Stemma | Descrizione                    | Blasonatura                                 |
| \| \|  | Gaston d'Andlau Conte d'Andlau | D'oro alla croce di rosso. Corona da conte. |
|        |                                |                                             |